# Mošurov
Mošurov este o comună slovacă, aflată în districtul Prešov din regiunea Prešov. Localitatea se află la altitudinea de 367 m deasupra n.m., se întinde pe o suprafață de 5,44 km2 și în 2017 număra 182 de locuitori.

## Istoric
Localitatea Mošurov este atestată documentar din 1383.

## Demografie
| An:                | 1994 | 2004    | 2014    | 2024   |
| ------------------ | ---- | ------- | ------- | ------ |
| Număr de persoane: | 135  | 159     | 182     | 197    |
| Diferență:         |      | +17,77% | +14,46% | +8,24% |

| An:                | 2023 | 2024   |
| ------------------ | ---- | ------ |
| Număr de persoane: | 192  | 197    |
| Diferență:         |      | +2,60% |